# Sopotnik (Bośnia i Hercegowina)
Sopotnik (cyr. Сопотник) – wieś w Bośni i Hercegowinie, w Republice Serbskiej, w mieście Zvornik. W 2013 roku liczyła 187 mieszkańców.